# Escallonia
Escallonia ist eine Pflanzengattung in der Familie der Escalloniaceae. Die etwa 147 Escallonia-Arten kommen in den Anden in Südamerika vor. Der Gattungsname ehrt den spanischen Arzt und Forscher Antonio Escallón (José Antonio Escallón y Flórez) (1739–1819).

## Beschreibung

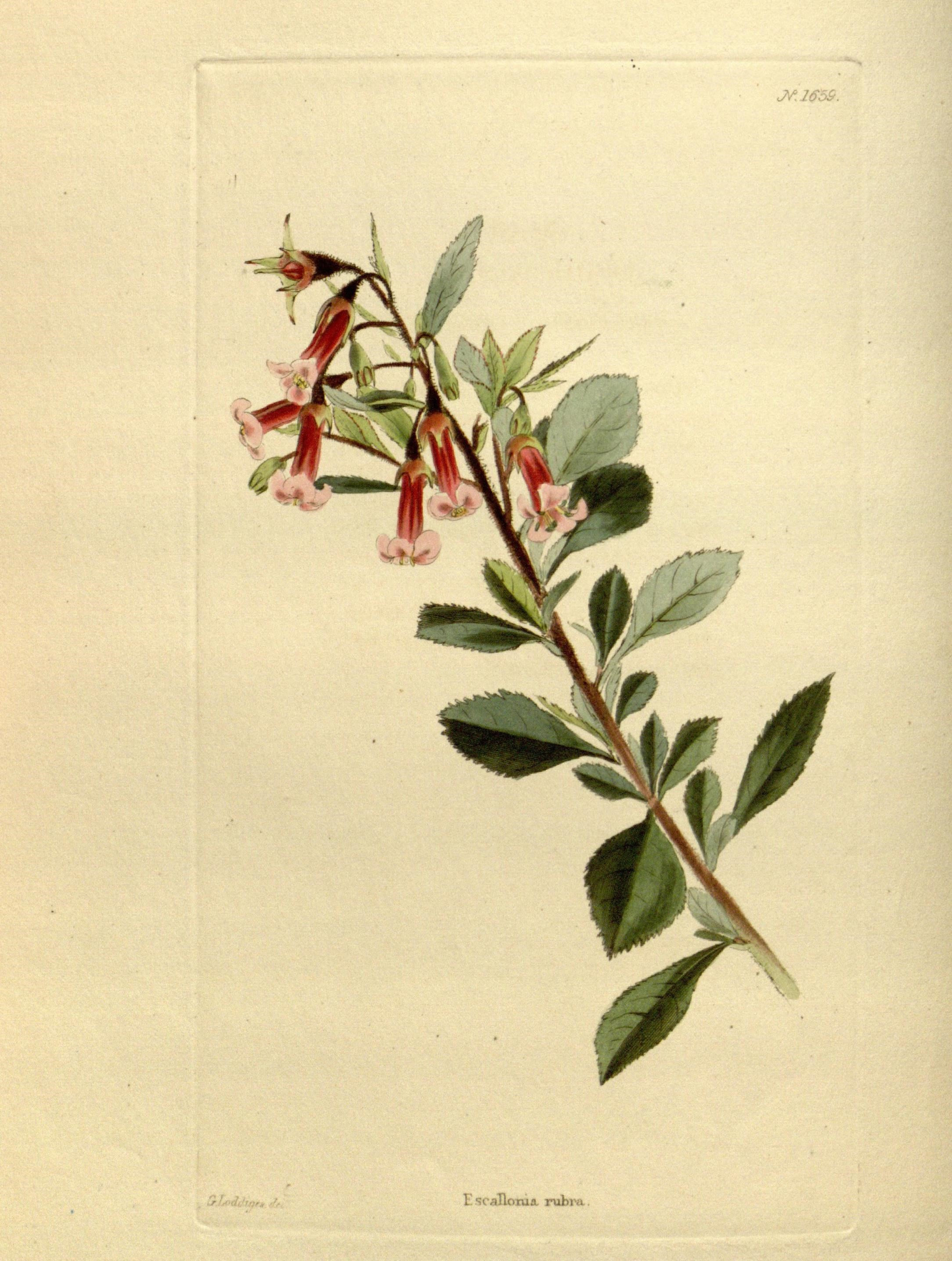
Illustration aus The botanical cabinet, Nr. 1659 von Escallonia rubra

### Vegetative Merkmale
Die Escallonia-Arten wachsen als immergrüne Sträucher oder Bäume und erreichen bis zu 10 Meter Wuchshöhe. Die glatten, ledrigen, ungeteilten Laubblätter sind gezähnt bis gesägt oder ganzrandig und stehen wechselständig.

### Generative Merkmale
Die Blüten stehen in rispigen Blütenständen zusammen.
Die zwittrigen Blüten sind radiärsymmetrisch und fünfzählig mit doppelter Blütenhülle. Es ist ein Blütenbecher vorhanden. Die fünf haltbaren Kelchblätter sind mehr oder weniger weit verwachsen. Die fünf freien Kronblätter sind meist deutlich länger als die Kelchblätter. Es gibt nur einen Kreis mit fünf freien Staubblättern, die etwa so lang wie die Kelchblätter sind. Zwei oder drei Fruchtblätter sind zu einem unterständigen Fruchtknoten verwachsen. Der zylindrischen Griffel endet in einer kopfigen, teils gelappten Narbe. Es ist ein Diskus vorhanden.
Es werden zwei-, vier- oder drei-, sechsfächerige Kapselfrüchte mit beständigem Griffel und Kelchresten gebildet.

## Ökologische Bedeutung und Gefährdung
Einige Escallonia-Arten machen einen wesentlichen Bestandteil der natürlichen Vegetation der Anden aus, in Peru insbesondere Escallonia resinosa (chachakuma) und Escallonia myrtilloides (t'asta). Durch Überweidung und übermäßige Nutzung für Brennholz sind sie in ihren Beständen bedroht. Einige Arten werden als Zierpflanzen genutzt.

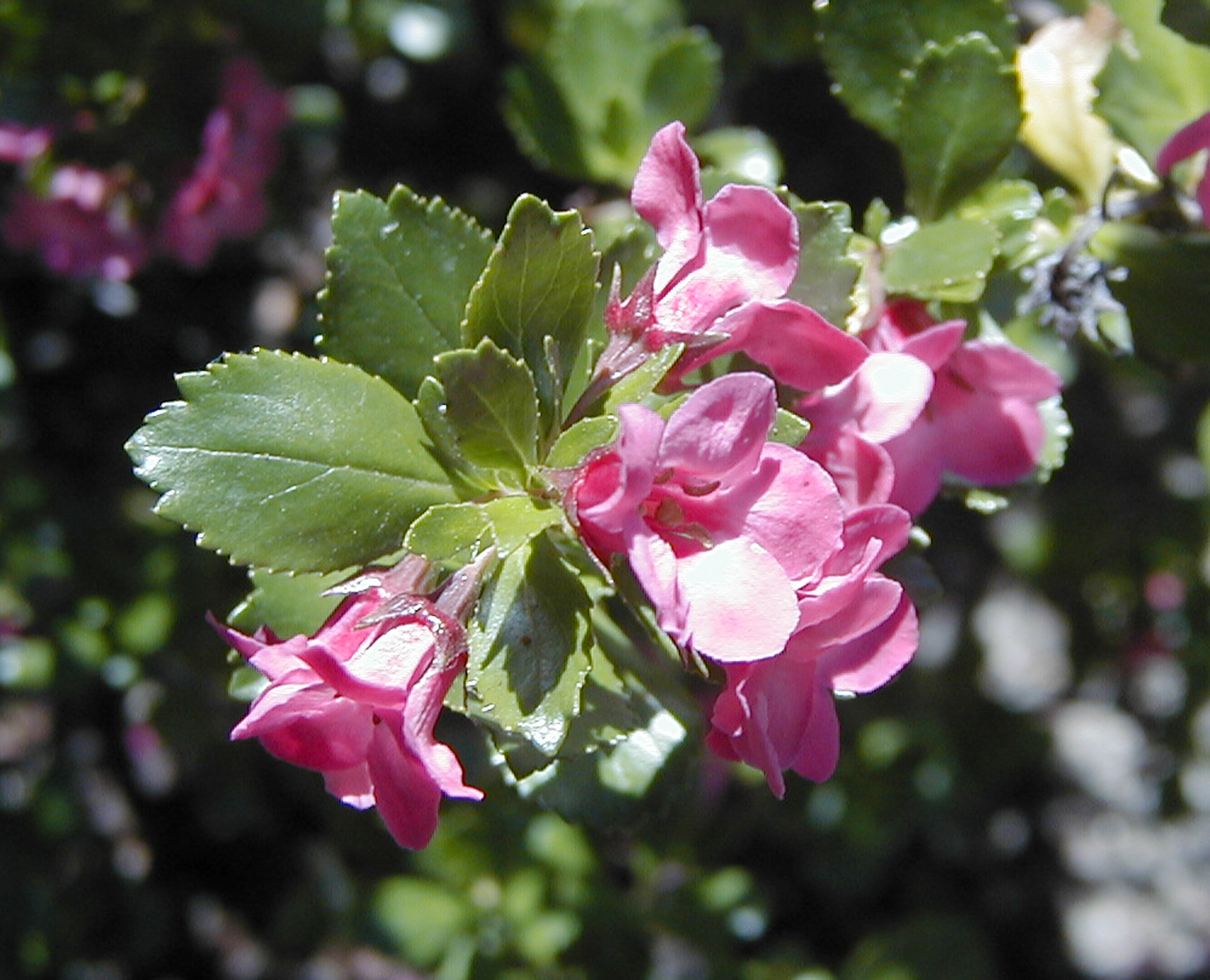
Escallonia macrantha

## Systematik
Die Gattung Escallonia wurde 1781 durch den Botaniker José Celestino Mutis mit der Typusart Escallonia myrtilloides in Carl Linné dem Jüngeren Supplementum plantarum systematis vegetabilium editionis decimae tertiae, generum plantarum editionis sextae, et specierum plantarum editionis secundae. Brunsviga aufgestellt. Die von Hipólito Ruiz López und José Antonio Pavón y Jiménez 1798 beschriebene Gattung Stereoxylon ist ein Synonym; die an gleicher Stelle beschriebenen Stereoxylon-Arten wurden von Christiaan Hendrik Persoon 1805 zur Gattung Escallonia gestellt. Stereoxylon patens Ruiz & Pav. ist ein Synonym von Escallonia myrtilloides Mutis ex L.f. Auf diese Synonymie weisen aber auch schon Ruiz und Pavón 1798 hin.
Die Gattung Escallonia umfasst etwa 147 Arten, darunter (Auswahl):
- Escallonia herrerae Mattf.: Sie kommt in Peru vor.[7]
- Escallonia illinita C.Presl: Sie kommt in Chile vor.[7]
- Escallonia laevis (Vell.) Sleumer: Sie kommt in Brasilien vor.[7]
- Escallonia poasana Donn.Sm.: Sie kommt in Costa Rica und in Panama vor.[7]
- Escallonia resinosa (Ruiz & Pav.) Pers., auf Quechua chachakuma oder urqu chachakuma, in Peru.
- Escallonia myrtilloides L.f., auf Quechua t'asta, von Venezuela bis Bolivien.
- Escallonia rubra (Ruiz & Pav.) Pers.: Sie kommt in Chile vor.[7]
- Escallonia virgata (Ruiz & Pav.) Pers.: Sie kommt in Chile vor.[7]

## Bilder

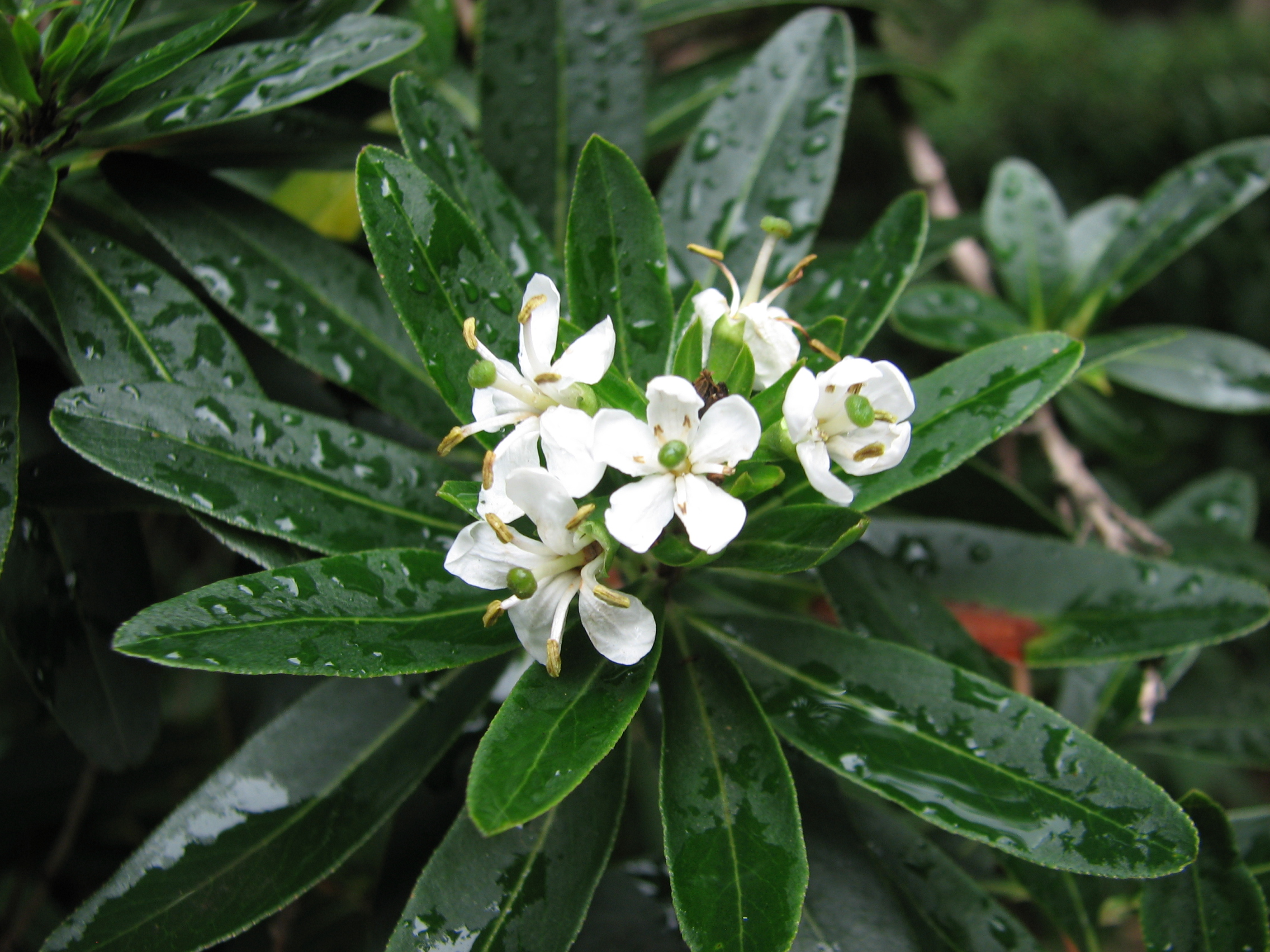
Escallonia bifida
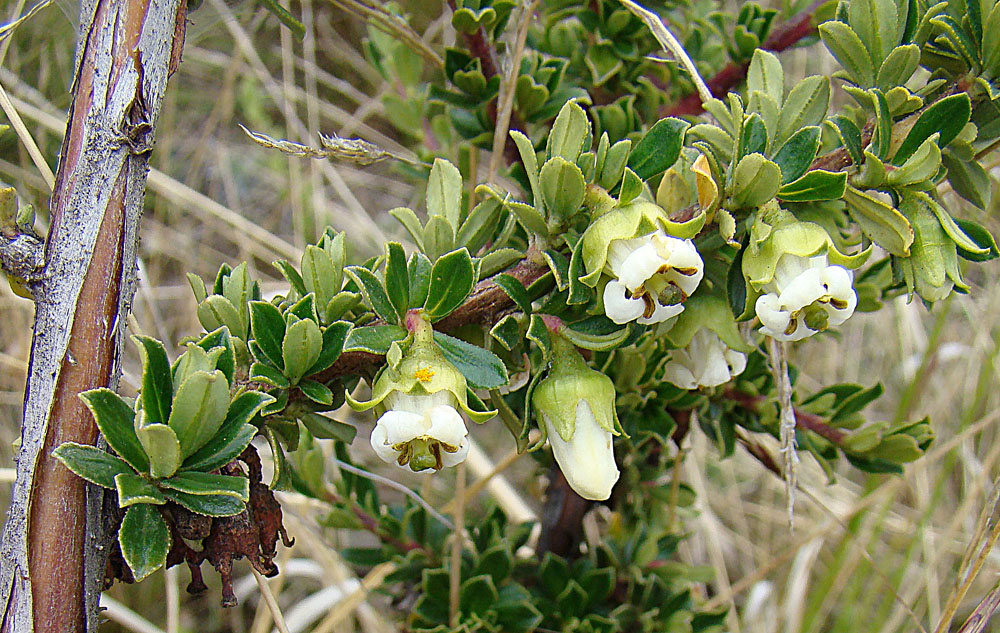
Escallonia myrtilloides
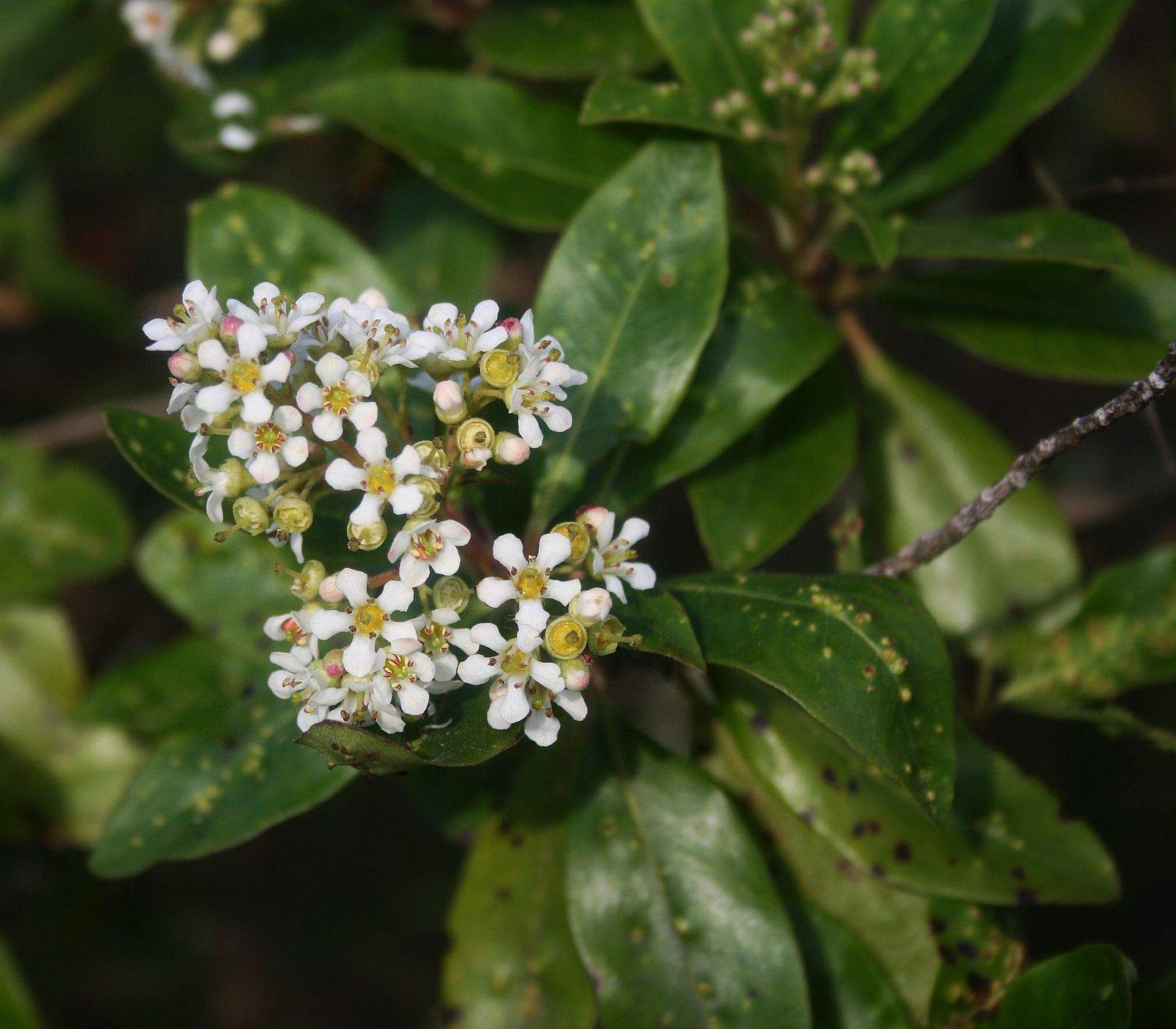
Escallonia paniculata
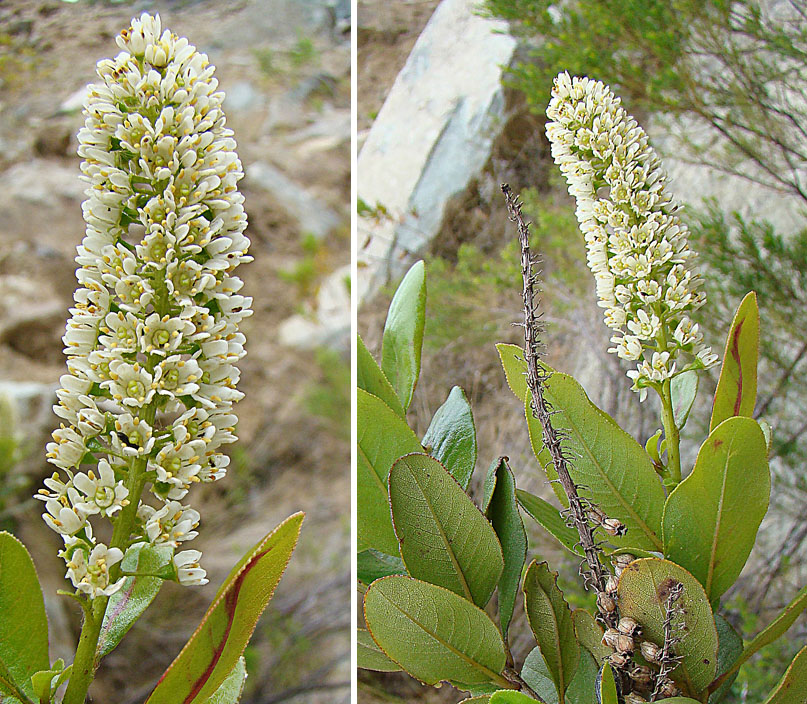
Escallonia pulverulenta
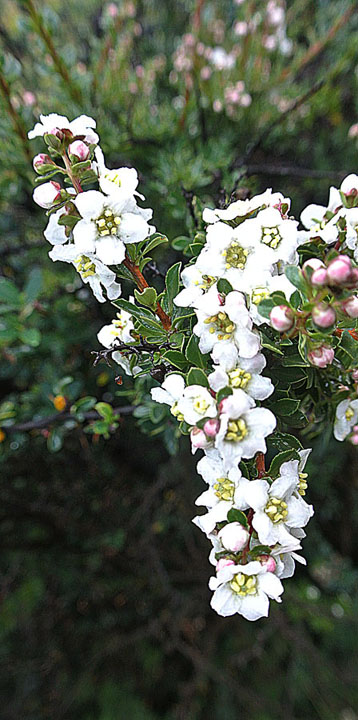
Escallonia virgata

## Historische Literatur
- Robert Brown in Barthélemy Charles Joseph Dumortier: Analyse des familles des plantes: avec l'indication des principaux genres qui s'y rattachent, 1829, S. 35, 37.